# Избично
Избично је насељено мјесто у Босни и Херцеговини у општини Широки Бријег које административно припада Федерацији Босне и Херцеговине. Према попису становништва из 1991. у насељу је живјело 315 становника.

## Становништво
| Националност       | 1991. | 1981. | 1971. |
| Хрвати             | 313   |       |       |
| Срби               | 0     |       |       |
| Муслимани          | 0     |       |       |
| Југословени        | 0     |       |       |
| остали и непознато | 2     |       |       |
| Укупно             | 315   | '     | '     |